# 薛州
薛州，中国唐朝时设置的州。
仪凤二年（677年）置，治所在黄池县（今四川省珙县西南）。属戎州都督府。辖境相当今四川省珙县南部。天宝元年（742年）改黄池郡。乾元初年，复改薛州。北宋熙宁后废。 